# ان‌جی‌سی ۷۱۱۴
ان‌جی‌سی ۷۱۱۴ (انگلیسی: Q Cygni) ستاره ای است که در صورت فلکی ماکیان جای دارد.